# Pas de pitié pour Ringo
Pour plus de détails, voir Fiche technique et Distribution.
Pas de pitié pour Ringo (Dos pistolas gemelas) est un western spaghetti franco-italo-espagnol réalisé par Rafael Romero Marchent et sorti en 1966.

## Synopsis
Jenny et Sally, deux sœurs jumelles, parcourent l'Ouest en accompagnant leur oncle, qui gagne sa vie en vendant un élixir miraculeux à base de thé au sucre. Le vieil homme, ivre et joueur, parvient à remporter la dernière partie de sa vie avant d'être criblé de balles, et laisse ainsi en héritage à ses deux nièces un ranch en apparence sans valeur, mais convoité par un homme mystérieux de la ville, qui veut s'en emparer à tout prix.

## Fiche technique
Sauf indication contraire, les informations mentionnées dans cette section peuvent être confirmées par la base de données cinématographiques IMDb,  présente dans la section « Liens externes ».
- Titre français : Pas de pitié pour Ringo[1]
- Titre original espagnol : Dos pistolas gemelas
- Titre italien : Una donna per Ringo[2]
- Réalisation : Rafael Romero Marchent
- Scénario : Manuel Sebares, Giovanni Simonelli (it) (version italienne)
- Photographie : Francesco Vitrotti
- Montage : Daniele Alabiso (it) (version italienne), Antonio Ramírez
- Musique : Gregorio García Segura
- Décors : José Luis Galicia
- Costumes : Humberto Cornejo
- Effets spéciaux : Manuel Baquero
- Trucages : Manuel Martín
- Production : Benito Perojo
- Société de production : Producciones Benito Perojo, Transmonde Film, Luxor Film
- Pays de production :  Espagne -  Italie -  France
- Langue originale : espagnol
- Format : Couleur par Eastmancolor - 2,35:1 - Son mono - 35 mm
- Durée : 92 minutes (1 h 32)
- Genre : Western spaghetti
- Dates de sortie :
  - Espagne : 8 août 1966
  - France : 1er mai 1968[1]
- Affiche : Jean Mascii (France)

## Distribution
- Sean Flynn : Ringo Slattery
- Pilar Bayona (sous le nom de « Pili »)  : Jenny Parker
- Emilia Bayona (sous le nom de « Mili »)  : Sally Parker
- George Rigaud (sous le nom de « Jorge Rigaud »)  : Trevor Slattery
- Beni Deus : Mike
- Rogelio Madrid : Robert Clark
- Renato Baldini : Farrell
- Eva Guerr : Margie
- Luis Induni : Le shérif
- José Sepúlveda :
- Giacomo Furia : Goldfisch
- José Orjas : L'oncle
- Ricardo Rodríguez :
- Mario Morales : Un cheminot
- Guillermo Méndez : Un pistolero
- Gonzalo Esquiroz : Un bandit
- Rossella Bergamonti :
- José Uria :
- Juan Maján :
- William Conroy : Un cowboy (non crédité)